# Tennis Masters Cup 2003 - Singolare
Il singolare del Tennis Masters Cup 2003 è stato un torneo di tennis facente parte dell'ATP Tour.
Lleyton Hewitt era il detentore del titolo, ma quest'anno non si è qualificato.
Roger Federer ha battuto in finale 6–3, 6–0, 6–4, Andre Agassi.

## Teste di serie
1. Andy Roddick (semifinali)
2. Juan Carlos Ferrero (round robin)
3. Roger Federer (campione)
4. Guillermo Coria (round robin)

1. Andre Agassi (finale)
2. Rainer Schüttler (semifinali)
3. Carlos Moyá (round robin)
4. David Nalbandian (round robin)

## Tabellone

### Legenda
| - Q = Qualificato - WC = Wild card - LL = Lucky loser | - ALT = Alternate - SE = Special Exempt - PR = Protected Ranking | - w/o = Walkover - r = Ritirato - d = Squalificato |

### Finale
|  | Semifinale | Semifinale       | Semifinale       | Semifinale       | Semifinale    | Semifinale | Semifinale |  |  | Finale | Finale        | Finale        | Finale        | Finale | Finale | Finale |  |
|  |            |                  |                  |                  |               |            |            |  |  |        |               |               |               |        |        |        |  |
|  | 6          | Rainer Schüttler | Rainer Schüttler | Rainer Schüttler | 7             | 0          | 4          |  |  |        |               |               |               |        |        |        |  |
|  | 5          | Andre Agassi     | Andre Agassi     | Andre Agassi     | 5             | 6          | 6          |  |  | 5      | Andre Agassi  | Andre Agassi  | Andre Agassi  | 3      | 0      | 4      |  |
|  | 3          | Roger Federer    | Roger Federer    | Roger Federer    | Roger Federer | 7          | 6          |  |  | 3      | Roger Federer | Roger Federer | Roger Federer | 6      | 6      | 6      |  |
|  | 1          | Andy Roddick     | Andy Roddick     | Andy Roddick     | Andy Roddick  | 62         | 2          |  |  |        |               |               |               |        |        |        |  |

### Gruppo rosso
|   |                  | Roddick             | Coria            | Schuettler          | Moyá          | RR V–P | Set V–P | Game V–P | Posizione |
| 1 | Andy Roddick     |                     | 6–3, 6(3)–7, 6–3 | 6–4, 6(4)–7, 6(3)–7 | 6–2, 3–6, 6–3 | 2–1    | 5–4     | 51–42    | 2         |
| 4 | Guillermo Coria  | 3–6, 7–6(3), 3–6    |                  | 3–6, 6–4, 2–6       | 6–2, 6–3      | 1–2    | 4–4     | 36–39    | 3         |
| 6 | Rainer Schüttler | 4–6, 7–6(4), 7–6(3) | 6–3, 4–6, 6–2    |                     | 5–7, 4–6      | 2–1    | 4–4     | 43–42    | 1         |
| 7 | Carlos Moyá      | 2–6, 6–3, 3–6       | 2–6, 3–6         | 7–5, 6–4            |               | 1–2    | 3–4     | 29–36    | 4         |

La classifica viene stilata in base ai seguenti criteri: 1) Numero di vittorie; 2) Numero di partite giocate; 3) Scontri diretti (in caso di due giocatori pari merito ); 4) Percentuale di set vinti o di games vinti (in caso di tre giocatori pari merito ); 5) Decisione della commissione.

### Gruppo blu
|   |                     | Ferrero       | Federer             | Agassi              | Nalbandian        | RR V–P | Set V–P | Game V–P | Posizione |
| 2 | Juan Carlos Ferrero |               | 3–6, 1–6            | 6–2, 3–6, 4–6       | 3–6, 1–6          | 0–3    | 1–6     | 21–38    | 4         |
| 3 | Roger Federer       | 6–3, 6–1      |                     | 6(3)–7, 6–3, 7–6(7) | 6–3, 6–0          | 3–0    | 6–1     | 43–23    | 1         |
| 5 | Andre Agassi        | 2–6, 6–3, 6–4 | 7–6(3), 3–6, 6(7)–7 |                     | 7–6(10), 3–6, 6–4 | 2–1    | 5–4     | 46–48    | 2         |
| 8 | David Nalbandian    | 6–3, 6–1      | 3–6, 0–6            | 6(10)–7, 6–3, 4–6   |                   | 1–2    | 3–4     | 31–32    | 3         |

La classifica viene stilata in base ai seguenti criteri: 1) Numero di vittorie; 2) Numero di partite giocate; 3) Scontri diretti (in caso di due giocatori pari merito ); 4) Percentuale di set vinti o di games vinti (in caso di tre giocatori pari merito ); 5) Decisione della commissione.